# Cmentarz żydowski w Wąwolnicy
Cmentarz żydowski w Wąwolnicy – kirkut społeczności żydowskiej niegdyś zamieszkującej Wąwolnicę, w województwie lubelskim, w Polsce. Powstał prawdopodobnie pod koniec pierwszej ćwierci XIX w. Cmentarz ma powierzchnię 0,9 ha. Został zniszczony podczas II wojny światowej. W 1993 r. wzniesiono na nim pomnik ufundowany przez Sarę Ryterską.

## Położenie

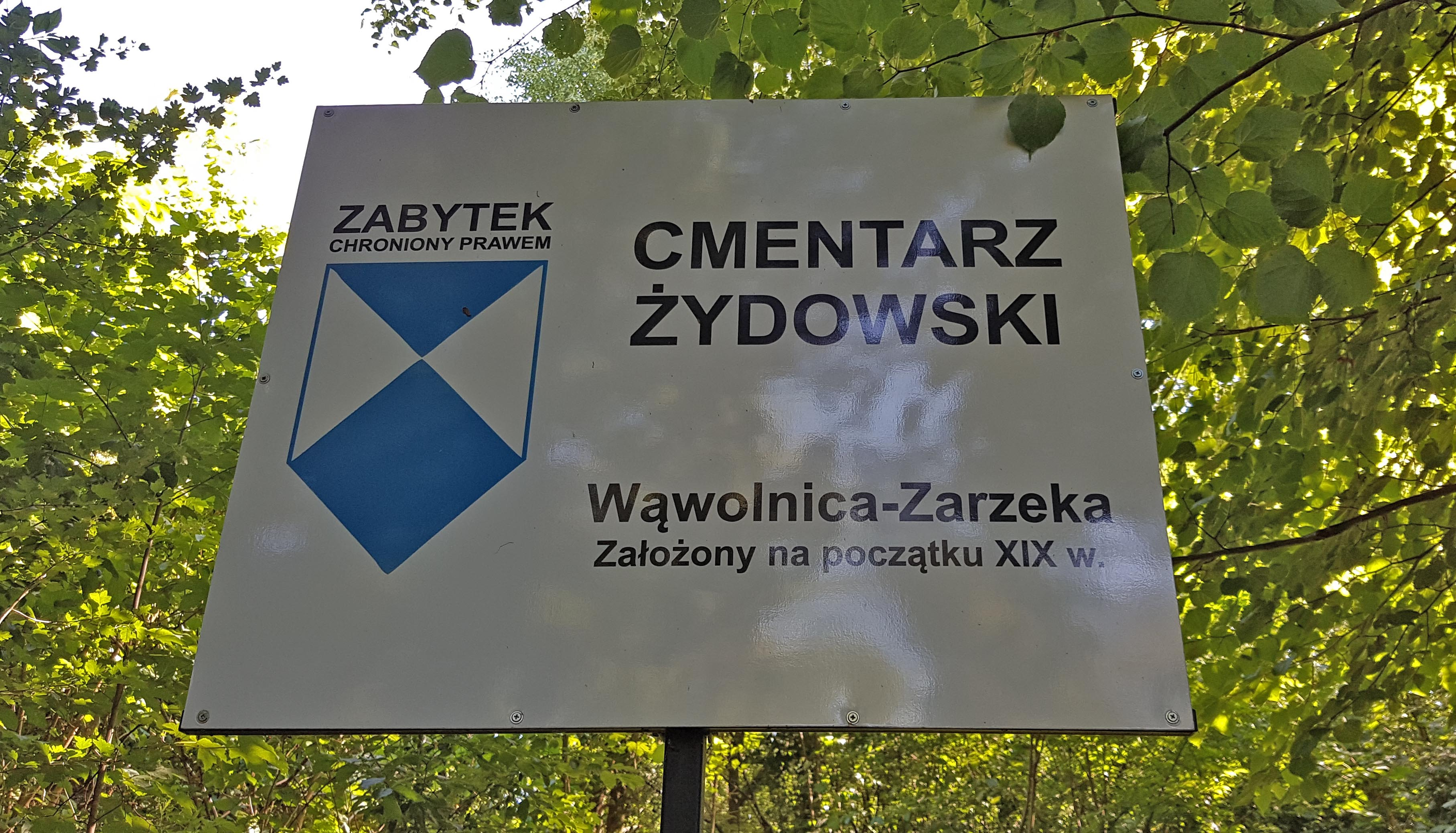
Tablica przy wejściu na cmentarz

Cmentarz znajduje się na terenie wsi Zarzeka, ok. 1,5 km na południowy wschód od centrum Wąwolnicy. Od południa do cmentarza przylegają tereny zagród mieszkańców Zarzeki, od północy skarpa ze ścieżką, którą wchodzi się na cmentarz, od wschodu porośnięta lasem dawna fortyfikacja ziemna z 1831 roku. Zachodnia granica jest trudno czytelna i porośnięta zagajnikiem, który ciągnie się nieco dalej na zachód i obejmuje również działkę, która cmentarzem nie jest.
Działka cmentarza ma kształt wydłużonego, nieregularnego trapezu o wymiarach ok. 110 × 45 m o dłuższej osi północ–południe i znajduje się na południowo-zachodnim zboczu wzgórza.

## Historia
Nie udało się dokładnie ustalić daty założenia cmentarza społeczności żydowskiej Wąwolnicy. Początkowo zmarłych chowano na cmentarzu w Kazimierzu Dolnym. Zachowane dokumenty pozwalają przypuszczać tylko to, że w 1820 roku wąwolniccy Żydzi jeszcze nie mieli własnego cmentarza, a w 1826 roku on już miał być. Na mapie Królestwa Polskiego z 1839 roku w tym miejscu zaznaczono „Żyd. Mogiłki”, ale materiały do tej mapy zbierano wcześniej, w latach 20.–30. XIX w.
Najstarsza znana macewa, istniejąca jeszcze w 1992 roku, a dziś niezachowana, dotyczy pochówku w 1846 roku. Obecnie najstarszym datowanym obiektem na cmentarzu jest przyziemie podwójnej macewy z 1849 roku.
Do czasu wybuchu II wojny światowej cmentarz powiększano co najmniej dwukrotnie. Według wspomnień mieszkańców, przed wojną cmentarz nie był porośnięty drzewami ani krzewami. Od wschodu go ogradzał mur z kamienia wapiennego, od zachodu płot deskowy, a od północy i południa drut kolczasty rozpięty na betonowych słupkach. Brama znajdowała się w południowo-zachodnim narożniku.
Pochówki na cmentarzu odbywały się do wiosny 1942 roku. Grzebano tam m.in. osoby zastrzelone przez Niemców w Wąwolnicy i w okolicy. W roku 1940 lub 1941 Niemcy zarządzili dewastację cmentarza, do której zmusili Żydów. Część macew wykorzystano do wyłożenia drogi z rynku na północ i rowu przy niej, a zapewne także i innych miejsc. Wiosną 1942 roku Niemcy rozstrzelali na placu targowym ok. 80 osób. Ich ciała przewieziono furmankami i pogrzebano w zbiorowej mogile w południowej części cmentarza.
Na znajdującym się w Hoover Institution Archives zdjęciu z 1946 roku widać, że na cmentarzu zachowało się jeszcze wiele macew. Pozostawiony bez opieki cmentarz był jednak nadal dewastowany, a macewy zabierali mieszkańcy okolicznych miejscowości – piaskowiec, z którego wykonywano nagrobki, dobrze nadawał się do różnych celów. W 1992 roku na cmentarzu nie było już żadnej stojącej macewy. Paweł Sygowski odnalazł wtedy dwie przewrócone macewy, cztery tumby, kilkadziesiąt przyziemi oraz wiele kawałków porozbijanych macew.
W kwietniu 1993 roku pochodząca z Wąwolnicy Sara Tregerman-Ryterska ufundowała pomnik i tablicę, poświęcone ofiarom egzekucji 1942 roku oraz członkom jej rodziny, którzy zginęli podczas wojny. Robotnicy do budowy pomnika zużyli jedną z macew, dwie tumby oraz pewną liczbę ułamków macew.
W 1997 roku cmentarz został wpisany do Rejestru zabytków. Około 2005 roku ktoś zwrócił na cmentarz duży fragment macewy.

### Prace porządkowe
Około 2010 roku cmentarzem zainteresowało się Stowarzyszenie „Studnia Pamięci”. W 2014 roku członkom stowarzyszenia udało się przeprowadzić większe prace porządkowe. Usunięto wtedy dziko rosnącą roślinność wokół pomnika, sam pomnik odmalowano i przymocowano brakującą gwiazdę Dawida. Wtedy również „Studnia Pamięci” nawiązała współpracę z władzami gminy i lokalną szkołą.
W 2017 roku prace porządkowe przeprowadzili wolontariusze z Polski, baptyści z organizacji „The Matzevah Foundation” (stan Tennessee, USA) i studenci uniwersytetu w Staffordshire w Wielkiej Brytanii kierowani przez dr Caroline Sturdy Colls. Angielscy studenci wraz ze swoją opiekunką przeprowadzili również nieinwazyjne badania archeologiczne na terenie cmentarza. Głównym ich celem było wskazanie granic masowego grobu, co zakończyło się jednak niepowodzeniem – miejsce, gdzie znajdują się pochówki zbiorowe, porosło trudnym do usunięcia zbitym gąszczem tarniny. Mimo to w ramach prac usunięto krzewy z części cmentarza i ustawiono tablicę informacyjną (tablicę ufundowano dzięki wsparciu Narodowego Instytutu Dziedzictwa).
Prace porządkowe przeprowadzono również w 2018 roku. Uczestniczyli w nich wolontariusze z Polski, Steven Reece z „The Matzevah Foundation” i grupa uczniów ze szkoły w Wąwolnicy. Jak i w poprzednich latach, prace koordynowało Stowarzyszenie „Studnia Pamięci”.
Po wycince dziko krzewiącej się zieleni w 2017 i 2018 roku udało się odnaleźć jeszcze kilkanaście przyziemi in situ. Można przypuszczać, że dalsze prace porządkowe ujawnią kolejne przyziemia.